# United States House Select Committee to Investigate the January 6th Attack on the United States Capitol
Das United States House Select Committee to Investigate the January 6th Attack on the United States Capitol war ein Sonderausschuss des Repräsentantenhauses der Vereinigten Staaten. Er wurde am 30. Juni 2021 durch Beschluss (Bill Number: H. R. 3233) des Repräsentantenhauses mit 252 Ja- zu 175 Nein-Stimmen gegründet und sollte die Vorgänge um den Sturm auf das Kapitol in Washington 2021 untersuchen. Vorsitzender (Chairman) war Bennie Thompson (D-MS), Vize-Vorsitzende (Vice Chairwoman) war Liz Cheney (R-WY).

## Aufgabenbereich und Befugnisse
Der Ausschuss sollte „the facts, circumstances and causes relating to the Jan. 6, 2021, domestic terrorist attack“ (die Fakten, Umstände und Gründe rund um den heimischen terroristischen Angriff am 6. Januar 2021) untersuchen. Dazu konnte er Unterlagen anfordern und einsehen sowie Zeugen vorladen. Er kann keine Straftaten ahnden, aber der Justiz Empfehlungen geben.

## Mitglieder
Im 117. Kongress bestand der Ausschuss aus 7 Demokraten und 2 Republikanern. Der Ranghöchster Demokrat im Gremium war der Ausschussvorsitzende (Chairman) Bennie Gordon Thompson. Außerdem gehörten 40 Ermittler, Mitarbeiter und ehemalige Bundes-Staatsanwälte (federal prosecutors) zum Ausschuss.
| Demokraten | Republikaner                                                      |
| --- | ----------------------------------------------------------------- |
| - Bennie Gordon Thompson, Chairman - Zoe Lofgren - Adam Bennett Schiff - Peter Rey Aguilar - Stephanie Murphy - Jamin Ben Raskin - Elaine Goodman Luria | - Elizabeth Lynne Cheney, Vice Chairwoman - Adam Daniel Kinzinger |

## Tätigkeit
Der Sonderausschuss hatte bis Juli 2022 über 1.000 Zeugen befragt, sowie mehr als 140.000 Dokumente untersucht. Die Ergebnisse präsentierte der Ausschuss seit Juni 2022 in öffentlichen Anhörungen, die von den meisten Fernsehsendern und live im Internet übertragen wurden.
Siehe auch: Untersuchungsausschuss des Repräsentantenhauses

### Folgen für Steve Bannon
Der ehemalige Trump-Berater Steve Bannon wurde im Juli von einer Jury, bestehend aus zwölf Einwohnern von Washington, D.C., in zwei Anklagepunkten schuldig gesprochen, weil er weder der Vorladung vor den Ausschuss Folge geleistet noch die von ihm eingeforderten Dokumente beigebracht hatte. Ihm drohten deshalb je Anklagepunkt bis zu einem Jahr Haftstrafe sowie 200.000 US-Dollar Geldstrafe. Am 21. Oktober 2022 wurde er wegen Missachtung des Kongresses zu einer Haftstrafe von vier Monaten und einer Geldstrafe von 6.500 Dollar verurteilt. Er wird die Strafe jedoch noch nicht antreten, da zunächst das Berufungsverfahren abgewartet werden soll.

### Ergebnis
In seiner letzten öffentlichen Sitzung am 19. Dezember 2022 entschied das Gremium einstimmig, seinen Abschlussbericht zu publizieren und dem Justizministerium die Eröffnung eines Strafverfahrens gegen Ex-Präsident Trump zu empfehlen. Die Ausschussmitglieder sahen vier Straftatbestände als gegeben an
- Anstiftung zum Aufruhr,
- Verschwörung gegen die Vereinigten Staaten,
- Behinderung des Kongresses und
- Anstiftung zur Falschaussage.

Eine solche Empfehlung eines Kongressausschusses ist bisher einzigartig in der Geschichte der Vereinigten Staaten. Die Entscheidung darüber, ob es tatsächlich zu einem Strafverfahren gegen Trump kommt, liegt bei Justizminister Merrick Garland, der bereits einen Sonderermittler gegen den Ex-Präsidenten eingesetzt hat. Falls beide der Empfehlung des Untersuchungsausschusses folgen, wäre es das erste Mal, dass sich ein ehemaliger US-Präsident wegen krimineller Machenschaften im Amt vor Gericht verantworten muss. Trump droht eine Haftstrafe und ein lebenslanges Ämterverbot.